# La Bonne d'enfant

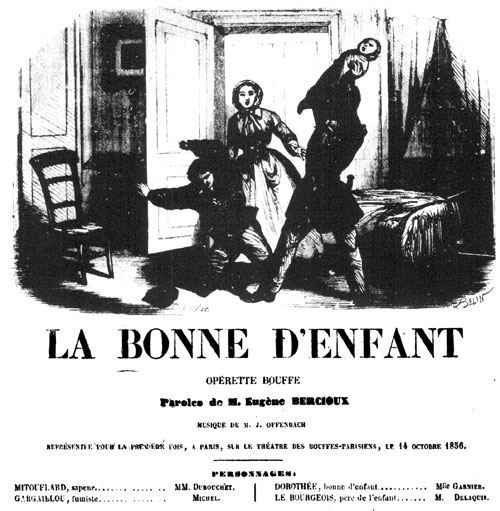
La Bonne d'enfant.

La Bonne d'enfant est une opérette bouffe en un acte de Jacques Offenbach sur un livret d'Eugène Bercioux. Sa première a eu lieu à Paris au Théâtre des Bouffes-Parisiens le 14 octobre 1856.

## Histoire
Les premières opérettes d'Offenbach sont des petites œuvres d'un acte, à cause de la réglementation en vigueur en France à l'époque, limitant le nombre de chanteurs à trois ou quatre rôles dans les théâtres (sans compter les rôles muets). Cette réglementation change en 1858 et il est alors possible pour Offenbach de composer de véritables opérettes de plusieurs actes, en commençant par Orphée aux Enfers. 
Cette courte pièce, qui remporte un succès fulgurant en France, est jouée en 1857 au St James's Theatre de Londres, à Berlin en 1858, à Bad Ems, à Vienne avec Mlle Tostée dans le rôle de Dorothée, et à Bruxelles en 1862 ; elle est jouée de nouveau à Vienne en 1867 au Danzers Orpheum,  elle a aussi été produite en hongrois en Hongrie à Budapest, puis à Cluj (Kolozsvár), Cassovie, Debrecen. Plus tard, elle a été jouée en Espagne. Elle est reprise en 1991 à l'Opéra de Metz, en 2010 au festival d'Étretat (station où Offenbach possédait une villa), puis en mai 2019 à l'Odéon de Marseille en version concert.

## Rôles

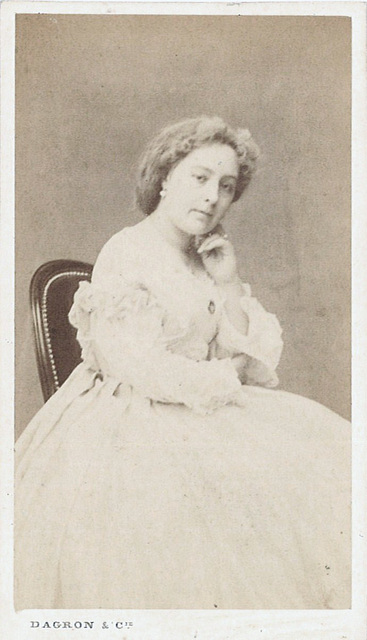
Marie Garnier.

| Rôle                              | Voix    | Distribution à la première, le 14 octobre 1856 (Chef d'orchestre: Jacques Offenbach) |
| --------------------------------- | ------- | ------------------------------------------------------------------------------------ |
| Dorothée, bonne d'enfant          | soprano | Mlle Garnier                                                                         |
| Gargaillou, fumiste               | ténor   | M. Michel                                                                            |
| Mitouflard, sapeur de la garnison | basse   | M. Dubouchet                                                                         |
| Le bourgeois, patron de Dorothée  |         | M. Delaquis                                                                          |

## Argument
Dorothée est lasse d'être bonne d'enfant et a l'intention de se marier pour être enfin sa propre maîtresse de maison. Deux prétendants lui font la cour: Mitouflard, qui est sapeur, et Gargaillou (ou Farfouilla dans certaines productions), qui est ramoneur. Au cours d'une soirée, les deux hommes s'efforcent à tour de rôle de la convaincre de se marier, ce qui aboutit à des situations comiques, lorsque Gargaillou doit se déguiser en femme et que Mitouflard le prend pour une belle bouchère, ou encore lorsque Mitouflard berce Gargaillou caché dans un berceau, croyant qu'il s'agit du bébé dont Dorothée a la garde. Finalement, elle ne se décide ni pour l'un ni pour l'autre, mais pour Brin d'Amour qui est trompette au régiment des dragons. Cependant, elle consent à inviter ses anciens prétendants à son mariage.